# Saldo (Zeitschrift)
Die Zeitschrift Saldo (Eigenschreibweise: saldo) ist ein Schweizer Konsumentenmagazin. Herausgeberin ist die Konsumenteninfo AG, die unter anderem auch die Zeitschriften K-Tipp und Gesundheitstipp herausgibt. Saldo erscheint 14-täglich mit einer Auflage von 51 981 (notariell beglaubigte Auflage September 2022). Die Zeitschrift befasst sich insbesondere mit Konsumentenschutz sowie Konsumentenfragen rund um Themen wie Multimedia, Reisen oder Gesundheit. Dazu kommen Produkttests aus verschiedensten Bereichen. Die Zeitung bietet auch Rechtsberatung für ihre Leser an.